# 椭果绿绒蒿
椭果绿绒蒿（学名：Meconopsis chelidoniifolia），为罂粟科绿绒蒿属下的一个植物种。